# تيكو موديسي
تيكو موديسي (بالإنجليزية: Teko Modise) ، من مواليد 22 ديسمبر 1982 في جنوب أفريقيا، وهو لاعب جنوب أفريقي معروف بعشقه لكرة قدم.

## وصلات خارجية
- تيكو موديسي على موقع الاتحاد الدولي (مؤرشف)  (الإنجليزية)
- تيكو موديسي على موقع قاعدة بيانات كرة القدم.إي يو (الإنجليزية)
- تيكو موديسي على موقع ناشيونال فوتبول تيمز (الإنجليزية)
- تيكو موديسي على موقع Soccerway.com (الإنجليزية)
- تيكو موديسي على موقع عالم كرة القدم.نت (الإنجليزية)
- تيكو موديسي على موقع كووورة